# Iridescent
Iridescent è un singolo del gruppo musicale statunitense Linkin Park, pubblicato il 28 maggio 2011 come quarto estratto dal quarto album in studio A Thousand Suns.
Una versione ridotta del brano è stata inserita nella colonna sonora del film Transformers 3, uscito nell'estate 2011.

## Video musicale
In un'intervista con MTV, Mike Shinoda ha detto a proposito del video:

Il video, diretto dal DJ del gruppo Joe Hahn e girato il 14 aprile 2011, è stato pubblicato il 3 giugno dello stesso anno attraverso il canale YouTube del gruppo. Esso mostra Shinoda come un re da un occhio cieco, con corna sporgenti dalle sue spalle, che governa i cittadini di un territorio post-apocalittico. Numerosi cittadini del mondo indossano abiti stracciati, compreso il gruppo stesso. In alcune scene si vedono i Linkin Park seduti assieme attorno a un tavolo rispecchiando il dipinto di Leonardo da Vinci L'ultima cena. Numerose scene e fotogrammi provenienti dal film Transformers 3 vengono alternati al video. Hahn al riguardo ha affermato:

## Tracce
Testi e musiche dei Linkin Park
CD promozionale (Europa, Regno Unito, Stati Uniti)
1. Iridescent – 3:58

Download digitale – 1ª versione
1. Iridescent (from Transformers 3: Dark of the Moon) – 3:59

CD singolo (Europa), download digitale – 2ª versione
1. Iridescent – 4:01
2. New Divide – 4:30
3. What I've Done – 3:25

## Formazione
Hanno partecipato alle registrazioni, secondo le note di copertina di A Thousand Suns:
Gruppo
- Chester Bennington – voce
- Rob Bourdon – batteria, cori
- Brad Delson – tastiera, campionatore, cori
- Phoenix – basso, cori
- Joe Hahn – giradischi, campionatore, programmazione, cori
- Mike Shinoda – voce, chitarra, pianoforte, tastiera, campionatore, programmazione

Produzione
- Rick Rubin – produzione
- Mike Shinoda – produzione, ingegneria del suono, montaggio Pro Tools
- Ethan Mates – ingegneria del suono, montaggio Pro Tools
- Josh Newell – ingegneria del suono, montaggio Pro Tools
- Brad Delson – montaggio Pro Tools aggiuntivo
- Neal Avron – missaggio
- Nicolas Fournier – assistenza missaggio
- Vlado Meller – mastering
- Mark Santangelo – assistenza mastering

## Classifiche
| Classifica (2011)                | Posizione massima |
| -------------------------------- | ----------------- |
| Australia                        | 39                |
| Austria                          | 52                |
| Germania                         | 46                |
| Italia                           | 67                |
| Regno Unito                      | 93                |
| Regno Unito (rock & metal)       | 2                 |
| Stati Uniti                      | 86                |
| Stati Uniti (alternative)        | 21                |
| Stati Uniti (rock & alternative) | 29                |
| Svizzera                         | 69                |